# Barbato di Benevento
Barbato (Castelvenere, 602 – Benevento, 19 febbraio 682) è stato vescovo di Benevento. È venerato come santo dalla Chiesa cattolica.

## Biografia
Della vita di Barbato non si conosce niente prima del suo irrompere improvviso sulla scena politica-religiosa della Benevento della seconda metà del VII secolo.
Eletto vescovo di Benevento nel 664 e, secondo la sua Vita, resse la sua chiesa per 18 anni ed 11 mesi. Storicamente è documentato tra i vescovi presenti al concilio di Roma indetto da papa Agatone nel marzo del 680.
È ritenuto un falso il privilegio secondo cui papa Vitaliano avrebbe concesso a Barbato, il 30 gennaio del 668, la giurisdizione metropolitica sulle sedi vescovili di Siponto, con la basilica dell'Arcangelo San Michele nel monte Gargano, Bovino, Ascoli e Larino.
Barbato è ricordato per aver convertito i Longobardi al Cristianesimo, i quali benché fossero battezzati adoravano ancora gli idoli come la vipera d'oro e gli alberi sacri.
Nel luogo dove fu tagliato il noce delle streghe, il Santo fece erigere un tempio con il nome di Santa Maria in Voto (oggi Santa Maria della Pietà), presso lo Stretto di Barba, e gli fu dedicata una chiesa a Benevento e a Salerno.
Barbato morì il 19 febbraio 682, all'epoca di papa Leone II (681-683).
Ai nostri giorni le reliquie di Barbato riposano in parte nel Santuario di Montevergine ed in parte nel Duomo di Benevento, dove furono riposte dal cardinale Orsini nell'anno 1687.
Viene oggi ricordato e festeggiato il 19 febbraio ed è patrono di Cicciano (NA), Castelvenere (BN), Casalattico (FR), San Barbato (AV) e Valle dell'Angelo (SA).

## Agiografia
Una leggenda, da collocarsi tra i primissimi anni del IX secolo e trascritta in un codice della biblioteca capitolare di Benevento, redatto alla fine del XII secolo, parla del culto della vipera, dell'albero di noce ritenuto sacro e delle superstizioni dei Longobardi.
Si parla in esso dell'assedio di Benevento, da parte dell'Imperatore bizantino Costante, si ricorda il nome del santo sacerdote «Barbato» che promette la liberazione, purché il duca ed i Longobardi si convertano alla religione cristiana e confidino in Dio e nella Vergine che prega per loro.
L'Imperatore levò il campo e Barbato fu eletto vescovo.